# Kochsmühle (Thalmässing)

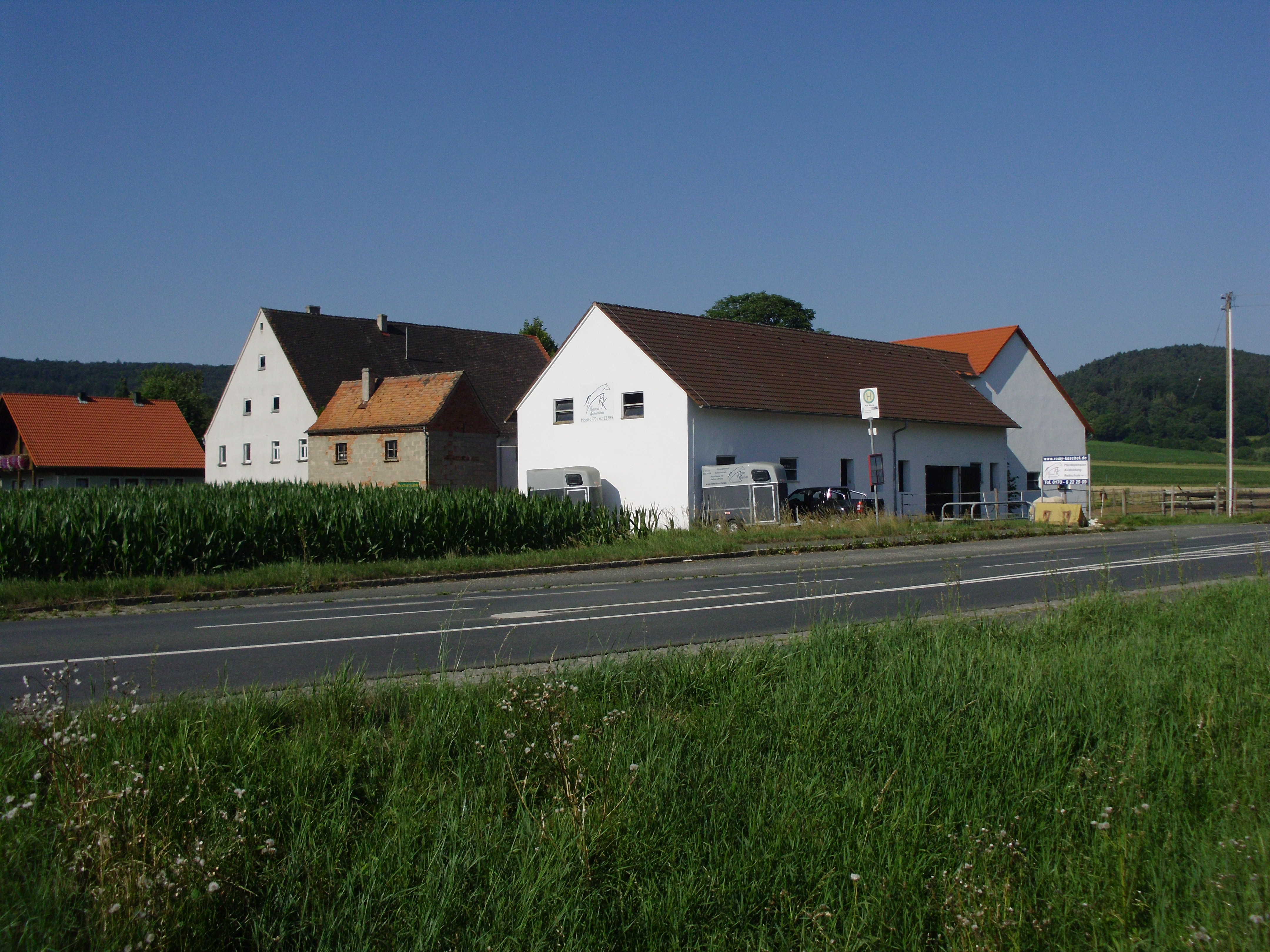
Die Kochsmühle

Kochsmühle ist ein Gemeindeteil des Marktes Thalmässing im Landkreis Roth (Mittelfranken, Bayern). Kochsmühle liegt in der Gemarkung Aue.

## Lage
Das Einöde auf der Gemarkung Aue liegt am Hagenicher Mühlbach, nahe dessen Einmündung in die Thalach und südöstlich des Gemeindesitzes an der Staatsstraße 2227. Es ist auch von der Kreisstraße RH 33 her zu erreichen.

## Geschichte
Die Mühle wurde vermutlich 1281 erstmals urkundlich erwähnt.
Gegen Ende des Alten Reiches unterstand sie bis 1796 hochgerichtlich dem brandenburg-ansbachischen, ab 1796 preußischen Landvogtei-Oberamt Stauf-Landeck. Das Richteramt nahm das Domkapitel Eichstätt als Grundherr wahr. Kirchlich war sie der Filialkirche St. Gotthard der protestantischen Pfarrei Thalmässing zugeordnet.
Im Königreich Bayern wurde Kochsmühle mit dem Gemeindeedikt von 1818 der Ruralgemeinde Aue und dem Steuerdistrikt Schwimbach (1816 umbenannt in Steuerdistrikt Offenbau) zugeordnet. Dieser gehörte ab 1809 zum Landgericht Raitenbuch, ab 1812 zum Landgericht Greding, schließlich ab 1929 zum Rentamt Hilpoltstein.
1871 bestand die Mühle aus vier Gebäuden. Der Müller war gleichzeitig Ökonom, er besaß drei Pferde und elf Stück Rindvieh. Die Kinder besuchten die protestantische Schule in Aue.
Seit dem 1. Juli 1972 ist die Kochsmühle in den Markt Thalmässing eingegliedert.

### Einwohnerentwicklung
- 1818: 5 (1 „Feuerstelle“ = Haushaltung, 2 Familien)[9]
- 1871: 6[8]
- 1900: 11[10][11]
- 1937: 7[12]
- 1950: 13[7]
- 1970: 6[13]
- 1. Januar 2014: 2[14]
- 2. Januar 2018: 2[15]
- 2. Januar 2020: 2[1]

## Baudenkmal
Als Baudenkmal ist das ehemalige Müllerwohnhaus ausgewiesen, das im Kern aus dem 18. Jahrhundert stammt.